# El Puente
El Puente è un sito archeologico Maya nel dipartimento di Copán in Honduras. La città di El Puente diventò un vassallo della città di Copán tra il sesto e il nono secolo d.C. Il sito ha più di 200 strutture che includono tombe, strutture religiose, e quartieri, ma solo alcune sono state esaminate.
El Puente si trova nella valle di Florida, vicino alla città di La Jigua, ed è uno dei siti ai limiti della zona Maya meridionale, confinante con la regione dell'area intermedia.
La zona venne descritta inizialmente da Jens Yde nel 1935, facendo una mappa del sito. Il progetto archeologico La Entrada iniziò a fare scavi nel 1991 per creare il secondo parco archeologico della nazione, dopo Copán. Il parco fu aperto il 20 gennaio 1994.

## Storia
La zona di El Puente fu abitata fin dal sesto secolo d.C., nel periodo Classico iniziale. La città non fu occupata per un lungo periodo. Lo stile architetturale e delle ceramiche è simile a quello visto a Copán facendo pensare che questa città fosse un vassallo. Fu un centro regionale importante durante il Tardo Classico
Dopo il collasso di Copán nel periodo Terminale Classico, tra l'850 e il 950, la regione venne sconvolta da una perdita di potere politico e di prestigio. El Puente accolse immigrati da Copán durante il Tardo Classico.

## Descrizione
L'architettura è prevalentemente in stile Maya ma è influenzata dalla manodopera di gente proveniente dalla vicina area intermedia. L'architettura non ha la tipica simmetria trovata in siti Maya tradizionali e con una lunga storia di occupazione, probabilmente a causa di una minore conoscenza tecnica. Le scalinate delle costruzioni principali possono variare in dimensioni da lato a lato. La qualità della costruzione tende a variare anche all'interno dello stesso edificio.
I materiali principali nella costruzione erano tufo, scisto e un calcare duro. Il tufo è molto fragile e le costruzioni sono state in certi casi ridotte in polvere. Il materiale riempitivo non è omogeneo ed è costituito da pietra, terriccio e argilla. La malta usata per la costruzione era suscettibile all'acqua.
Le piazze possedevano un sistema di canali per drenare l'acqua piovana.
Sono stati trovati alcuni sepolcri con all'interno degli oggetti preziosi, giada, e ceramiche decorate. Una tomba conteneva tredici lame di ossidiana. L'ossidiana proveniva dalla regione di Pachuca nel Messico centrale.

### Strutture
El Puente possiede 210 strutture e il nucleo contiene 5 piazze. Sono state riportate alla luce nove strutture. Alcune parti del sito sono state danneggiate dall'attività agricola e da saccheggiatori di oggetti preziosi.
La Struttura 1 è quella più alta a El Puente, misurando 12 metri. Sembra che venne costruita nel settimo secolo d.C. Era una piramide radiale con sei piani e scalinate su tutti e quattro i lati, delle quali quelle a est e ovest sono le meglio conservate. Sulla cima si trovava una struttura con tre stanze. Attorno alla struttura sono stati trovati ceramiche, argilla bruciata, mais e fagioli.
La Struttura 3 è stata costruita finemente nella prima piattaforma del lato nord, con il resto della struttura che mostra una qualità più scadente.
La Struttura 4 si trova sul lato nord ovest della Piazza 1, ai limiti del sito.
La Struttura 5 possiede tre stanze modellate sullo stile di Copán. I muri sono spessi 30 cm.
La Struttura 31 è una piramide sul lato est del nucleo del sito, danneggiata in parte da saccheggiatori. La struttura sosteneva due stanze; la stanza principale mostra ciò che rimane di una panca di pietra. La struttura mostra diverse fasi di costruzione. Associati al tempio si trovavano un altare e una stele senza alcuna iscrizione geroglifica.